# Алексей Ерьоменко
Алексей Гордееевич Ерьоменко (18 март (31) 1906 – 12 юли 1942) е младши политически инструктор на 220-и пехотен полк от 4-та пехотна дивизия на 18-а армия. Той заменя ранения командир на рота и умира, вдигайки бойците в контраатака. Според по-разпространена версия, няколко мига преди смъртта си, той е заснет на снимка, която по-късно става известна като „Комбат“, според друга, той умира малко по-късно, но в подобна ситуация.

## Биография
Роден е на 18 (31) март 1906 г. в село Терсянка на Екатеринославска провинция в голямо семейство, поради което на 14-годишна възраст започва работа в железницата, после във фабриката, помагайки на родителите си. По време на създаването на първото колхозно стопанство в района на Запорожие (тогава се нарича „Авангард“, според други източници – колективното стопанство, кръстено на Красин), Алексей е ръководител на комсомолската клетка. Заради умението си да ръководи хора, първо е назначен за бригадир, след това за партиен организатор, а след това за председател на споменатото колхозно стопанство.
Въпреки резервите от наборната служба, в началото на Втората световна война той доброволно се присъединява към редиците на Червената армия като комисар. Той се бие като част от 247-ма пехотна дивизия, след това като част от 220-ти пехотен полк на 4-та пехотна дивизия.

## Смърт
Според една от версиите той умира през лятото на 1942 г. близо до село Хороше: докато отблъсква атаката на германските части, той събира около себе си група отстъпващи войници и ги издига в контраатака срещу окопите на врага, в която загива по време на ръкопашен бой. Снимката обаче не би могла да бъде направена в този момент, тъй като наблизо няма фотожурналисти (1942).
Според втората версия, той е убит, докато замества ранения командир на рота, старши лейтенант Петренко. Снимката е направена по време на контраатаката, но камерата е повредена, а Макс Алперт е принуден да легне в изкоп; докато преценява щетите, нанесени на камерата (по това време смята, че снимките са изгубени и филмът е повреден или изложен), той чува съобщение, предавано по верига от хора: „Командирът на батальона е убит!“. Вярвайки, че това е командирът, той впоследствие озаглавява снимката „Комбат“.
Погребан е в масов гроб в село Хорошое, Славяносербски район, Ворошиловградска област (Украинска ССР) през юли 1942 г.

## Фотография
Дълго време Макс Алперт не може да установи какъв човек е заснет на снимката – мнозина разпознават роднините си на нея, един дори заявява през 2005 г., че той е този, който е заснет на нея. Да се идентифицира командирът от журналистите на „Комсомолская правда“ заедно с активисти на луганската регионална младежка организация „Молодогвардиетс“ (Рус. „Млада гвардия“) Организирано е издирване на близките на лицето от снимката, публикуван е апел към читателите от страниците на вестника. През 1974 г. роднините на Еременко (майка и син) пишат до редакцията с молба да намерят М. Алперт, тъй като според тях именно съпругът и баща им са заснети на снимката. Отначало това послание предизвиква скептицизъм, като се имат предвид многото предишни такива изявления и поради погребението, приложено към писмото, получено от съпругата на Алексей Гордеевич Евдокия Еременко през 1943 г.: „Информираме ви, че вашият съпруг, младши политически инструктор Алексей Гордеевич Еременко, роден през 1906 г., изчезна на 14 януари 1942 г.“. Но тъй като към писмото са приложени и снимки, това дава възможност да се извърши проверка, която потвърждава с висока степен на сигурност, че един човек е изобразен на снимката на Алперт и снимките, предоставени от съпругата на Еременко.
Фотографията „Комбат“ се превръща в един от символите на Великата отечествена война.

## Паметник на лобното място
Картината служи като вдъхновение за луганския скулптор Иван Михайлович Чумак, и той започва самостоятелно да работи върху паметник на героя на фотографията, което му отнема около десет години. Впоследствие, с участието на целия регион, близо до предполагаемото бойно поле, където е загинал А. Г. Ерьоменко, на високо място на наблюдателен пункт. Могилата, където е издигнат паметникът, е украсена с двадесет и девет гранитни плочи, които са специално направени за тази цел в кариерите в района на Житомир. В подножието на паметника има мраморна плоча с надпис: „В чест на подвига на политическите работници от Съветската армия във Великата Отечествена война 1941 – 1945 г.“. На 12 юли 2012 г., 70 години след смъртта на Ерьоменко, на могилата в подножието на паметника е извършена реконструкция на битката.